# Out of the Black (EP Royal Blood)
Out of the Black è il primo EP del gruppo musicale britannico Royal Blood, pubblicato l'11 marzo 2014 dalla Black Mammoth Records e dalla Warner Bros. Records.

## Descrizione
Il disco si compone di quattro brani, tra cui l'omonimo Out of the Black uscito nel 2013. Nello stesso anno tutti i brani (ad eccezione di Hole) sono stati inclusi nell'album di debutto Royal Blood; Hole è stato inserito più tardi nell'edizione giapponese dello stesso.

## Tracce
Testi e musiche di Mike Kerr e Ben Thatcher.
1. Out of the Black – 4:00
2. Little Monster – 3:32
3. Come on Over – 2:51
4. Hole – 4:31

## Formazione
Gruppo
- Mike Kerr – voce, basso
- Ben Thatcher – batteria

Produzione
- Royal Blood – produzione
- Tom Dalgety – produzione, registrazione, missaggio (tracce 1)
- Dave Sardy – missaggio (tracce 2)
- Alan Moulder – missaggio (tracce 3 e 4)
- John Davis – mastering